# Савиниеми (стадион)
Савиниеми е многофункционален стадион в град Коувола, Финландия.
Построен е през периода 1994-1995 г. и разполага с капацитет от 4167 седящи места, от които 3000 са покрити с козирка. Приема домакинските мачове на местния футболен отбор МЮПА. Теренната настилка е естествена трева.